# Duguetia pauciflora
Duguetia pauciflora Rusby – gatunek rośliny z rodziny flaszowcowatych (Annonaceae Juss.). Występuje naturalnie w Wenezueli oraz Gujanie. 

## Morfologia
PokrójZimozielone drzewo dorastające do 5–10 m wysokości. Młode pędy są owłosione.
LiścieMają eliptyczny kształt. Mierzą 10–23 cm długości oraz 3–7 cm szerokości. Blaszka liściowa jest o spiczastym wierzchołku.
KwiatySą pojedyncze lub zebrane po 2–5 w kwiatostany, rozwijają się w kątach pędów. Działki kielicha mają owalny kształt i dorastają do 5–12 mm długości. Płatki mają białą lub żółtawą barwę, osiągają do 15–25 mm długości.
OwoceZebrane po 10–20 w owocostany. Mają kulisty kształt. Osiągają 20–25 mm średnicy.

## Biologia i ekologia
Rośnie w wiecznie zielonych lasach. Występuje na wysokości do 500 m n.p.m.